# Joel Murray
Joel Murray (Wilmette, 17 aprile 1963) è un attore statunitense.

## Biografia
Joel è uno dei nove figli di Lucille e Edward J.Murray II. Nato e cresciuto a Willmette (Illinois), un sobborgo di Chicago, in una famiglia cattolica irlandese, è fratello degli attori Bill Murray, Brian Doyle-Murray e John Murray. Al liceo è stato capitano della squadra di football. I suoi primi contatti con il mondo della recitazione furono a Chicago in vari teatri di improvvisazione.
Ha recitato nel 1990 nella serie Grand, nel 1991 nella serie Pacific Station, e nel 1992 in Love & War, serie comica, nel ruolo di Ray Litvak, e nella serie della rete televisiva ABC Dharma & Greg nel ruolo di Pete Cavanaugh, interpretazione che lo ha reso noto anche alla platea internazionale. 
Ha fatto apparizioni in show televisivi come La tata, Joan of Arcadia, Due uomini e mezzo, Malcolm, Criminal Minds, Shameless, Blossom e The Big Bang Theory. Joel è apparso nella prima, seconda e quarta stagione della serie TV Mad Men, vincitrice di Emmy, nel ruolo del copywriter Freddy Rumsen.
Il primo ruolo nel cinema di Joel è stato nel 1986 nella commedia Una folle estate, come George Calamari. Nel 1992 ha recitato nel film Shakes the Clown. Tra gli altri suoi lavori S.O.S. fantasmi (1988), con i fratelli Bill, Brian e John, Hatchet (2006), dove ha interpretato la parte di Shapiro, e God Bless America (2011) di Bobcat Goldthwait, dove ha interpretato la parte di Frank; nello stesso anno ha partecipato al film The Artist, dove interpreta un vigile del fuoco.
Sposato dal 1989 con Eliza Coyle, ha 4 figli. Con i fratelli è proprietario di un ristorante, il "Caddyshack".

## Filmografia parziale

### Cinema
- Una folle estate (One Crazy Summer), regia di Savage Steve Holland (1986)
- S.O.S. fantasmi (Scrooged), regia di Richard Donner (1988)
- Il rompiscatole (The Cable Guy), regia di Ben Stiller (1996)
- Hatchet, regia di Adam Green (2006)
- Awaydays, regia di Pat Holden (2009)
- God Bless America, regia di Bobcat Goldthwait (2011)
- The Artist, regia di Michel Hazanavicius (2011)
- Monsters University, regia di Dan Scanlon (2013) – voce
- Lamb, regia di Ross Partridge (2015)
- Adorabile nemica (The Last Word), regia di Mark Pellington (2017)

### Televisione
- La tata (The Nanny) – serie TV, 1 episodio (1997)
- Dharma & Greg – serie TV, 119 episodi (1997-2002)
- Malcolm (Malcolm in the Middle) – serie TV, un episodio (2003)
- Due uomini e mezzo (Two and a Half Men) – serie TV, 5 episodi (2007-2013)
- Shameless – serie TV (2011)
- Desperate Housewives – serie TV, 1 episodio (2012)
- The Leftlovers - Svaniti nel nulla – serie TV (2015)
- The Big Bang Theory – serie TV, episodio 10x20 (2016)
- Grey’s Anatomy – serie TV, 1 episodio (2018)
- Infiltrati alla Casa Bianca - White House Plumbers (White House Plumbers) – miniserie TV, 1 puntata (2023)

## Doppiatori italiani
Nelle versioni in italiano delle opere in cui ha recitato, Joel Murray è stato doppiato da:
- Claudio Fattoretto in Criminal Minds, Shameless
- Gianluca Machelli in Criminal Minds: Suspect Behavior, Una ragazza a Las Vegas
- Nicola Braile in AJ and the Queen, Infiltrati alla Casa Bianca - White House Plumbers
- Wladimiro Grana in Dharma & Greg
- Sandro Acerbo in Malcolm
- Luigi Ferraro in Hatchet
- Roberto Stocchi in Mad Men
- Ambrogio Colombo in Cold Case - Delitti irrisolti
- Sergio Lucchetti in Due uomini e mezzo (ep. 4x22)
- Fabrizio Temperini in Due uomini e mezzo (ep. 6x24, 9x01)
- Paolo Marchese in Due uomini e mezzo (ep. 10x11)
- Gianni Giuliano in CSI: Miami
- Luigi Scribani in Desperate Housewives
- Pierluigi Astore in The Big Bang Theory
- Mauro Magliozzi in Jobs
- Antonio Sanna in Grey's Anatomy
- Franco Zucca in The Leftovers - Svaniti nel nulla
- Enrico Di Troia in Adorabile nemica